# Giacinto Bosco

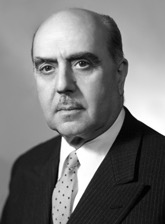
Giacinto Bosco

Giacinto Bosco (* 25. Januar 1905 in Santa Maria Capua Vetere, Provinz Caserta; † 11. Oktober 1997 in Rom) war ein italienischer Jurist und Politiker der Democrazia Cristiana (DC), der unter anderem 24 Jahre Mitglied des Senats (Senato della Repubblica), mehrfach Minister verschiedener Ressorts sowie von 1976 bis 1988 Richter am Europäischen Gerichtshof (EuGH) war.

## Leben

### Hochschullehrer und Senator
Nach dem Schulbesuch absolvierte Bosco ein Studium der Rechtswissenschaften an der Universität Neapel und schloss dieses 1925 ab. Im Anschluss trat er in den Auswärtigen Dienst ein und war zwischen 1927 und 1932 Vizesekretär im Außenministerium, ehe er 1932 zunächst die Berufung auf eine Professur für Völkerrecht an der Universität La Sapienza annahm. Kurz darauf wurde er Dekan der Rechtswissenschaftlichen Fakultät der Universität Urbino und dann ebenfalls kurze Zeit später 1933 Professor für Völkerrecht an der Universität Florenz, wo er bis 1940 lehrte. Im Anschluss war er als Rechtsanwalt tätig.
Bei den Wahlen vom 18. April 1948 wurde er als Vertreter der Democrazia Cristiana erstmals zum Mitglied des Senats, dem Senato della Repubblica, gewählt und gehörte diesem 24 Jahre lang bis zu seinem Mandatsverzicht am 18. Juli 1972 an.
Während der zweiten Legislaturperiode war er zwischen Juli 1953 und Juni 1958 Unterstaatssekretär im Verteidigungsministerium sowie zugleich von August 1953 bis Juni 1958 auch Vizevorsitzender der Fraktion der DC im Senat.

### Minister
Nachdem er von Juni 1958 bis Juli 1960 einer der Vizepräsidenten des Senats war, wurde Bosco am 26. Juli 1960 von Ministerpräsident Amintore Fanfani zum Minister für öffentlichen Unterricht (Ministro della pubblica istruzione) in dessen drittem Kabinett ernannt. Danach wurde er am 21. Februar 1962 Minister für Begnadigungen und Justiz (Ministro di Grazia e Giustizia) in der vierten Regierung Fanfani und bekleidete dieses Amt auch in der darauf folgenden Regierung von Giovanni Leone bis zum 3. Dezember 1963. Daraufhin war er vom 4. Dezember 1963 bis zum 21. Juli 1964 erstmals Minister für Arbeit und soziale Sicherheit (Ministro del lavoro e della previdenza sociale) in der ersten Regierung von Ministerpräsident Aldo Moro.
Das Amt des Ministers für Arbeit und soziale Sicherheit bekleidete er auch in der dritten Regierung Moros sowie im zweiten Kabinett Leone vom 23. Februar 1966 bis zum 11. Dezember 1968. Im Anschluss war er zunächst Minister ohne Geschäftsbereich für besondere Aufgaben im ersten Kabinett von Mariano Rumor, ehe er in dessen zweiter Regierung vom 5. August 1969 bis zum 26. März 1970 Finanzminister (Ministro delle Finanze) war.
Im darauf folgenden dritten Kabinett Rumor war er zunächst wieder Minister ohne Geschäftsbereich mit der besonderen Aufgabe der politischen Teilhabe und der Koordinierung unter besonderer Berücksichtigung der Präsidentschaft Italiens in der Generalversammlung der Vereinten Nationen und wurde danach am 9. Juni 1970 Minister für Post und Telekommunikation (Ministro delle Poste e delle Telecomunicazioni). Diese Funktion bekleidete er auch im Anschluss in der Regierung von Emilio Colombo sowie im ersten Kabinett von Giulio Andreotti bis zum 24. Juni 1972.

### Vizepräsident des CSM und Richter am EuGH
Nach seinem Ausscheiden aus dem Senat war Bosco zwischen 1972 und 1976 Vizepräsident des Consiglio Superiore della Magistratura, des Selbstverwaltungsorgans der italienischen Richter und Staatsanwälte, die in der ordentlichen Gerichtsbarkeit tätig sind. Für seine Verdienste wurde ihm am 12. Oktober 1972 das Großkreuz des Verdienstordens der Italienischen Republik verliehen.
Am 7. Oktober 1976 wurde er schließlich Richter am Europäischen Gerichtshof und gehörte diesem zwölf Jahre bis zum 6. Oktober 1988 an.
Sein Sohn Manfredi Bosco war langjähriges Mitglied der Abgeordnetenkammer (Camera dei deputati) sowie für eine Legislaturperiode ebenfalls Senator.